# Kreisgericht Varėna
Das Kreisgericht Varėna (lit. Varėnos rajono apylinkės teismas, 'das Kreisgericht des Rajons Varėna') war ein Kreisgericht im südlichen Litauen, Distrikt Vilnius. Es gibt drei Richter (früher 5), drei Richtergehilfen, vier Sekretärinnen und eine Büroleiterin. Das Gericht gehört zur ordentlichen Gerichtsbarkeit, die Berufungsinstanz ist das Bezirksgericht Kaunas). Seit 2018 besteht das Gericht nach der litauischen Gerichtsreform nicht mehr.

## Leitung
- 1970–1974: Jonas Prapiestis (*  1937)
- 1997–2017: Angelė Ikasalienė (* 1954)[2]
- 20. März 2017 – 31. Dezember 2017: Dalis Žilionis (* 1963)